# 老虎屯站
老虎屯站，位於辽宁省瓦房店市老虎屯镇的一個鐵路車站，邮政编码116322。建于1953年。离白水井站29公里，隶属沈阳铁路局大连铁道有限责任公司管辖。现为四等站。客运：办理旅客乘降；行李、包裹托运。货运：办理整车货物发到。